# Amiga Games
Amiga Games war ein Computerspielemagazin, das sich mit dem Commodore Amiga beschäftigte. Es erschien im Computec Verlag (heute Computec Media). Amiga Games erschien von Oktober 1992 bis Dezember 1996 als eigenständiges Magazin, von Januar 1997 bis September 1997 war das Magazin lediglich Beilage des Amiga-Magazin. Langjähriger Chefredakteur war Hans Ippisch.
Die Besonderheit der Amiga Games bestand darin, dass sie von Anfang an und über die meiste Zeit ihres Erscheinens hinweg mit einer Diskette, der sogenannten Cover Disk, erschien. So erschien die erste Ausgabe mit der dem Public-Domain-Spiel Transplant. Cover Disks oder Heft-CDs gehörten damals noch nicht zum Standard und stellten eine Neuerung dar, die bei den Lesern auf großen Anklang stieß.
Die Amiga-Games-Autoren waren, im Gegensatz zu denen der ASM und des Amiga Joker, größtenteils freie Mitarbeiter, die in der Hauptsache an anderen Magazinen arbeiteten. In der Zeitschrift wurden gelegentlich Spiele angekündigt, die letztlich nicht erschienen. Ab 1995 wurden zudem vermehrt Shareware-Spiele und solche von Hobbyprogrammierern unkommentiert unter die Tests kommerzieller Software gemischt, in der Regel ohne Angabe einer Bezugsadresse.

## Inhalt
Die Amiga Games enthielt vor allem Vorab- (Previews) und Testberichte (Reviews) zu den neuesten Amiga-Spielen. Es gab folgende Rubriken:
- News: Enthielt ausführliche Vorabberichte zu kommenden Spielen und Messeberichte oder Interviews mit Softwarefirmen.
- Charts: Hier wurden die aktuellen Media-Control-Charts sowie zusätzlich die Verkaufscharts des Amiga-Versandhandels Judgementday veröffentlicht.
- Leserbriefe: Die Leserbriefecke mit Antworten des Redakteurs Rainer „Rossi“ Rosshirt.
- Userbox: Vorstellung neuer Public-Domain-Software, Hardwaretipps sowie eine Hotline, in der Usern bei Softwareproblemen geholfen wurde.
- Tests/Reviews: Den größten Teil des Magazins machten die Tests der aktuellen Software aus. Hier wurde kategorisch getrennt nach Amiga-500- & Amiga-1200- sowie CD³²-Reviews.
- Games Guide: Tipps, Cheats und Komplettlösungen zu Amiga-Spielen.